# .357 Magnum
.357 Mágnum (9x33 R) мм — американский патрон большой мощности, созданный компанией Smith & Wesson в 1934 году.

## История
В годы сухого закона в США и экономического кризиса организованная преступность приобрела колоссальный размах. Бандиты и киллеры, некоторые из которых в прошлом были ветеранами различных военных действий, имели автоматическое оружие и мощные автомобили, зачастую с элементами бронирования. Для борьбы с такими противниками патрон стандартного полицейского револьвера, — .38 Special — имел недостаточную мощность. Специалисты компаний Smith&Wesson и Winchester работали над задачей увеличения мощности полицейского патрона без принципиальных изменений в конструкции револьвера Smith & Wesson Model 10. Решение было найдено в виде увеличения порохового заряда патрона .38 Special за счет удлинения гильзы примерно на 10 % без изменения калибра (см. табл.). Новый патрон получил название .357 Magnum. Легенда гласит, что название патрона предложил глава фирмы S&W — Дуглас Вессон (внук основателя компании Д. Б. Вессона). Будучи любителем французского шампанского, Вессон предпочитал бутылки объёмом 1,5 литра, известные как Magnum. В 1935 году Smith & Wesson представила под этот патрон новый револьвер, выполненный путём установки в рамку размера «N» нового барабана и ствола от револьвера «.38-44» с подствольным пеналом. Оружию присвоили то же наименование, что и боеприпасу — «.357 Magnum». После выпуска 6470 экземпляров производство этой модели было остановлено в 1942 году в связи с армейскими заказами и возобновилось в 1948 году. В 1957 году Smith & Wesson переименовала револьвер, присвоив ему обозначение «Model 27». Являясь одним из наиболее популярных револьверов калибра .357 Magnum, он находится в производстве по настоящее время.
| Патрон      | Диаметр пули | Длина гильзы      | Диаметр гильзы | Источник              |
| ----------- | ------------ | ----------------- | -------------- | --------------------- |
| .38 Special | 0.357 (9mm)  | 1,155 ″ (29,3 мм) | 0.357 (9mm)    | Barnes 1997,стр. 274  |
| .357 Magnum | 0.357 (9mm)  | 1,290 ″ (32,8 мм) | 0.357 (9mm)    | Barnes 1997, стр. 274 |

### Снаряжение
| Масса пули    | Скорость пули* | Энергия пули* |
| ------------- | -------------- | ------------- |
| 158 gr (10 g) | 330; 365; 410  | 550; 700; 900 |
| 125 gr (8 g)  | 380; 440; 480  | 570; 800; 920 |

- * В зависимости от длины ствола — 2, 4 или 6 дюймов (50, 100 или 150 мм).

## Достоинства и недостатки
Как и все боеприпасы, патрон .357 Magnum имеет свои достоинства и недостатки:
| Достоинства                                                                                       | Недостатки                                                             |
| ------------------------------------------------------------------------------------------------- | ---------------------------------------------------------------------- |
| Высокое поражающие и останавливающее действие пули, сравнимое с таковым у промежуточных патронов. | Размер и вес патрона.                                                  |
| Высокая пробивная способность пуль FMJ.                                                           | Значительная отдача.                                                   |
| Очень высокая кучность и точность стрельбы.                                                       | Громкий выстрел и яркое пламя. Невозможность использования глушителей. |

## Страны-эксплуатанты
- США
- Индия: после предоставления независимости в сентябре 1947 года на вооружении армии, полиции и других государственных структур Индии осталось английское стрелковое оружие. Введённый английским колониальным законодательством запрет на использование армейских патронов в качестве боеприпасов к гражданскому спортивно-охотничьему оружию продолжает действовать до настоящего времени. В результате, сотрудникам частных охранных структур Индии разрешено использовать только оружие под патроны, которые не используются в государственных структурах Индии. В 2012 году большинство вооружённых частных охранников Индии были вооружены пистолетами и револьверами 32-го калибра, но небольшое количество наиболее высокооплачиваемых охранников и телохранителей было вооружено револьверами под патрон .357 Magnum[4].
- Россия: с 27 ноября 2012 года патрон сертифицирован для производства в России в качестве боеприпаса для спортивно-охотничьего оружия[5]. Производство освоено Тульским патронным заводом[6].